# Acton (Australie)
Pour les articles homonymes, voir Acton.
 (février 2023).
Si vous disposez d'ouvrages ou d'articles de référence ou si vous connaissez des sites web de qualité traitant du thème abordé ici, merci de compléter l'article en donnant les références utiles à sa vérifiabilité et en les liant à la section « Notes et références ».
Acton (code postal : 2601) est un quartier de l'arrondissement de Canberra Nord à Canberra en Australie. Acton couvre la partie ouest du centre ville, limitée par la Montagne noire à l'ouest et le lac Burley Griffin au sud. Le campus de l'Université nationale australienne couvre la plus grande partie du quartier. On y trouve aussi les archives nationales du film et de la radio (une section du CSIRO) et le National Museum of Australia.

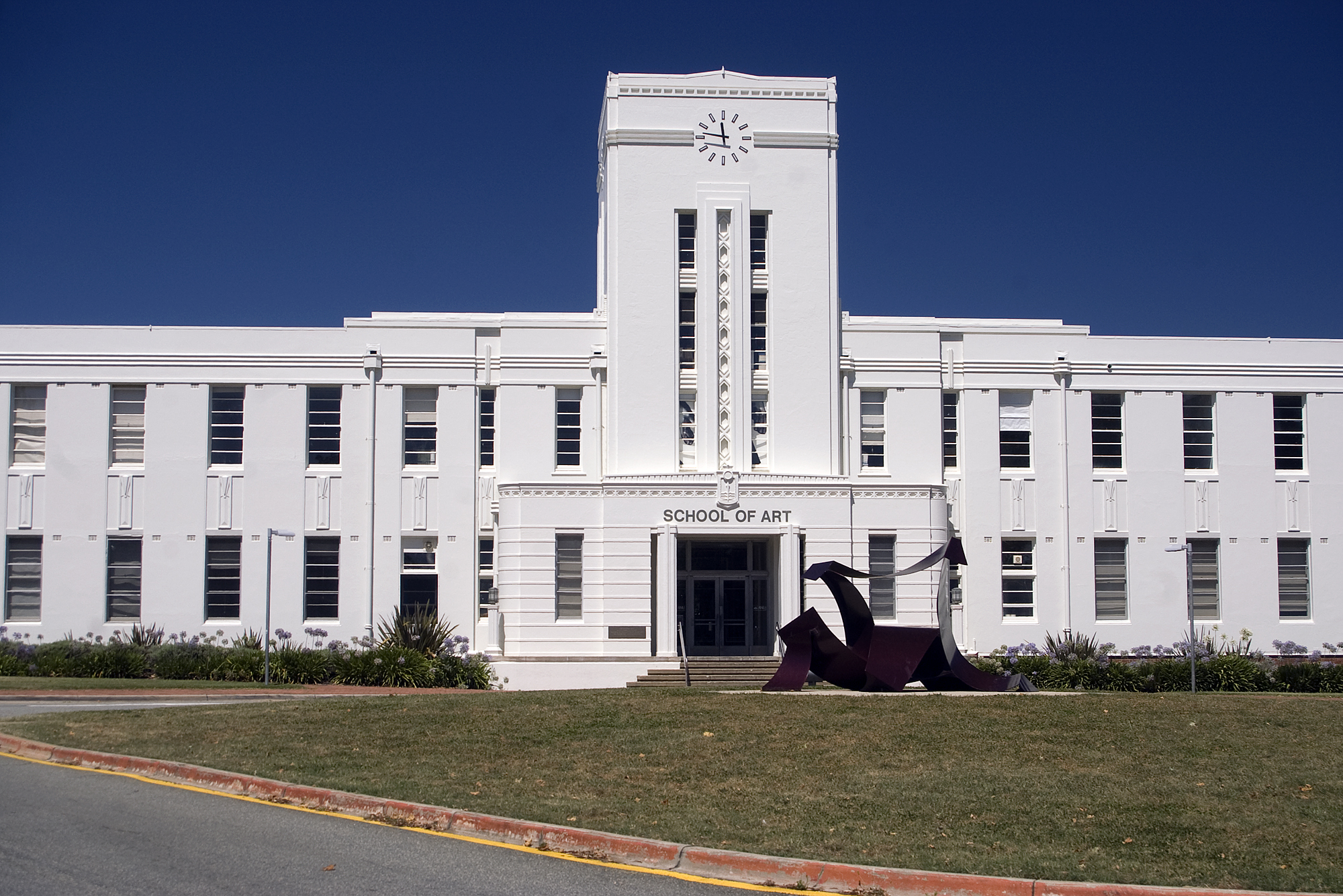
La faculté de Lettres à Acton.
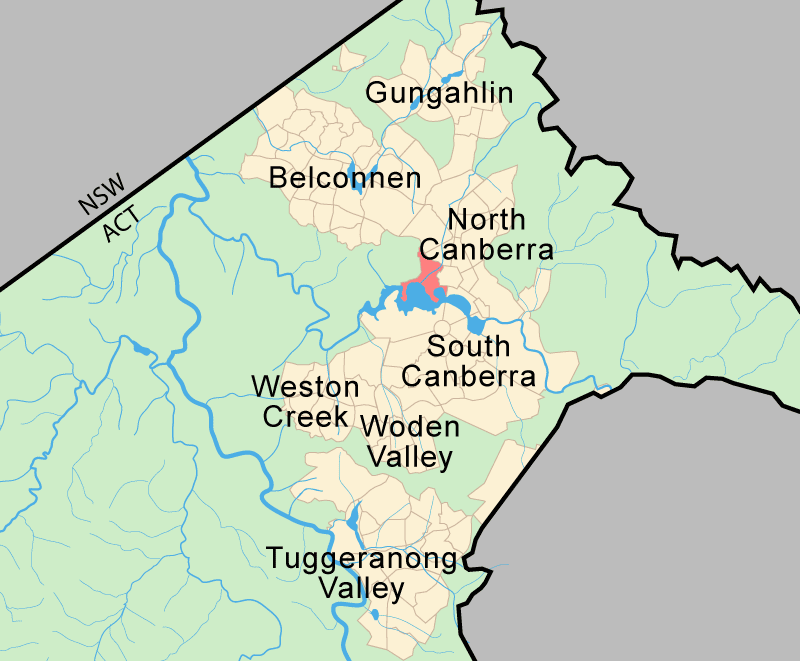
Plan de Canberra. Acton est surligné en rose.

En 2001, Acton comptait 1846 habitants, en majorité des étudiants de l'université.
L'endroit fut appelé Acton vers 1843 par le lieutenant Arthur Jeffreys, du nom d'une ville  du Denbighshire, au Pays-de-Galles. Le nom fut gardé pour l'endroit à la création de Canberra.